# 郡利部

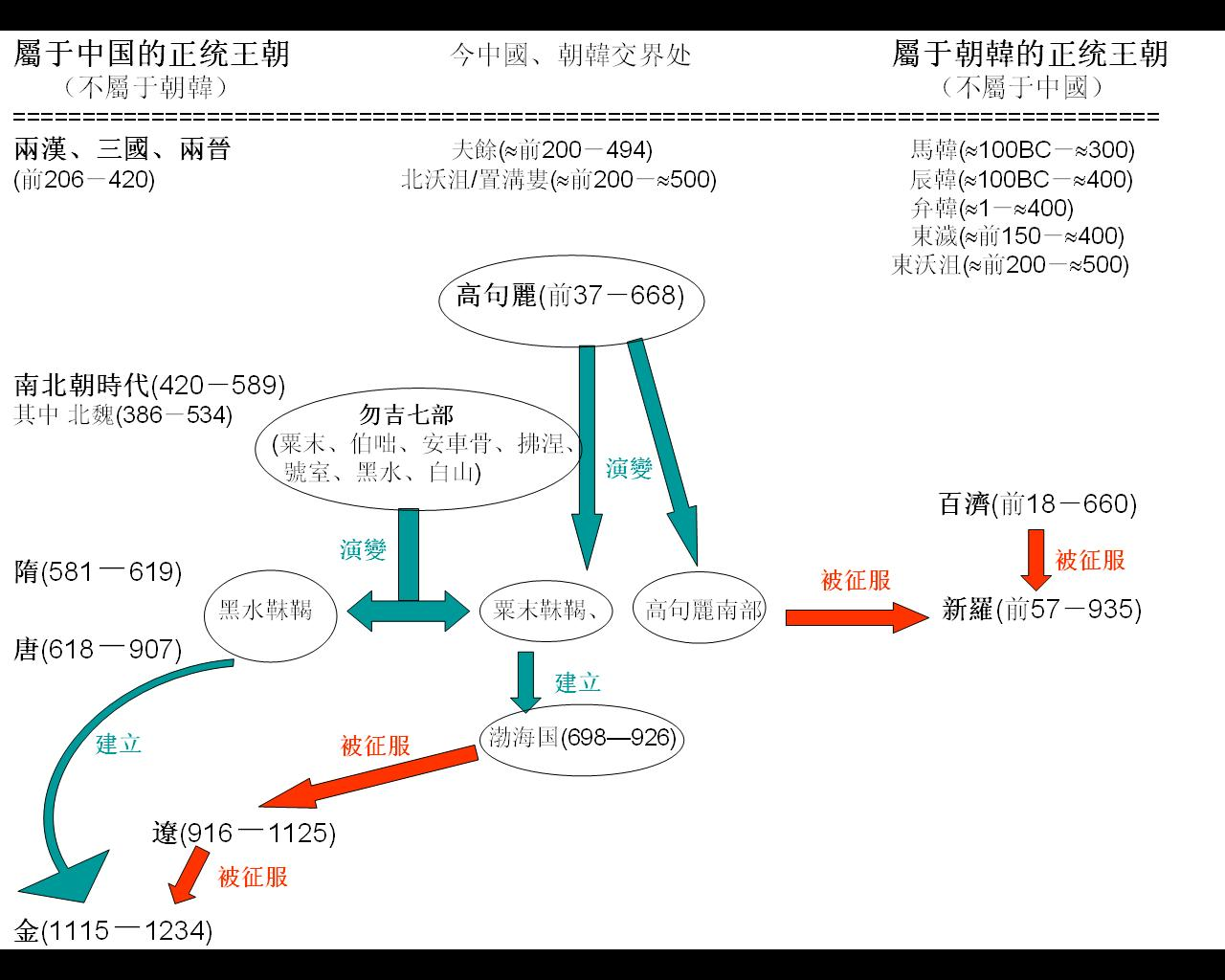
勿吉七部（靺鞨七部）の民族系統。勿吉七部（靺鞨七部）の粟末靺鞨の系統が渤海国に発展し、勿吉七部（靺鞨七部）の黒水靺鞨の系統が金に発展している。

　郡利部 （ぐんりぶ）は郡利靺鞨（ぐんりまっかつ）ともいい、靺鞨族の一派であり、唐の時代には黒水靺鞨十六部（こくすいまっかつ）のひとつであった。

## 歴史・概要
靺鞨７部族の一つ黒水族から発展した黒水靺鞨は、唐朝が新興渤海を封じ込めるため黒水族を中心に設立した１６部族からなる大きな民族連合だった。１６部族の中でも郡利部は統括する勃利洲の黒水都監府周辺の払涅部・鉄利部・虞婁部・越喜部のツングース語系のグループではなく、そこから遠くに離れた思慕部、莫曳皆部、窟説部の北支族グループのほうにあった。
『新唐書』（北夷伝）にはこの距離感と言語の違いの表現が、中国が通じるグループと中国語が通じないグループと分けられて記載されている。唐に近いツングース系靺鞨は話が通じるが距離の離れた郡利などのパレオアジアート（古シベリア語族）の靺鞨は通じにくかったと見られる。
郡利部は漁猟や狩猟が中心で洞穴など粗末な住居環境なこともあり松花江以北の靺鞨族はその以南に比べて文化水準が低く見られていた。郡利部は726年唐朝の玄宗が設置した黑水都督府と任命した族長をおいて間接的に統治されていたが、群利部の唐朝への朝貢は設立当初だけで後はほとんどなかった。渤海の勢力が拡大ともなってのちに他の靺鞨と一緒に渤海王朝に編入され服属した。
群利部の居住区は『新唐書』《北夷伝》に記述どおりだとすれば黒竜江河口から黒竜江中域ハバロフスクあたりまでと思われるが、宋代の『唐会要』の記載では群利の居住地がモンゴル系民族の室韋（しつい）を西に隣り合うと記録されている。活動が広範囲で共通していて重なり合うことから郡利はかつて北朝・唐の時代まで民族として存在していた「烏洛侯」（うらくこう）なのではないかとの見方がある。
「烏洛侯」は「アンホオ」と発音し「金史・国語解釈」では漢字「金」を意味し、また金の発音は「郡利」と訳されるという。そうだとすれば契丹東北部の女真族は黒水靺鞨を起源に持つ可能性が強いようである。ただ群利の生活範囲は広く群利の一部はカムチャッカのコリアークに隣接していた時期があるとしてオホーツク人を起源とする別の説もある。
群利はその後も中国文献の記録に残っており、元の時代は吉里迷 、吉列迷（ジリミイ、ジリミエイ）と呼ばれている。当時モンゴル王朝の将軍シディ（碩徳）の吉里迷遠征（1263年）のときに沿海州にいた郡利が元軍の討伐の対象になっていた。その契機で初めて大陸から海を渡って郡利はサハリン島に移り住んだのではないかと見られてる。清の時代に費雅喀族（フェイヤカ )（fiyaka）と呼ばれた。ロシアになってからは「ギリアーク」（Gilyak）と呼ばれ、ソ連成立1922年以降は「人」を意味する民族の自称名である「ニヴフ」が呼称として採用され今の時代に続いている。